# Hermann Joha
Hermann Joha (* 17. Februar 1960 in Lohr am Main) ist Film- und Fernsehproduzent und Geschäftsführer der action concept Film- & Stuntproduktion GmbH und der hands-on producers GmbH & Co. KG. Außerdem ist er Hubschrauber-Berufspilot, ehemaliger Stuntman, Fernsehmoderator und Actionregisseur.

## Leben
Joha startete seine Karriere als Stuntprofi mit 17 Jahren, als er sich Ende der 1970er Jahre der englischen Autoartisten-Gruppe Hell Drivers anschloss. 1982 gründete er in Düsseldorf das Stuntunternehmen Driving Unit, die als Second Unit für Fernsehproduktionen wie Tatort, Die Wache, Großstadtrevier,  Die Männer vom K3 und Eurocops beteiligt war. Er doubelte Götz George in den Schimanski-Filmen, Susanne Uhlen in Das Erbe der Guldenburgs (Staffel 2 – Folge 6) und saß als Stuntman für Der 7. Sinn bei Unfällen hinter dem Steuer.
Parallel organisierte Joha von 1982 bis 1992 Rock-Festivals, bei denen das Actionelement dominierte, darunter 1986 die Veranstaltung  Motorrad und Rockfestival auf der Loreley mit Manfred Mann und Joe Cocker. Im Jahr 1988 organisierte das Festival zum Werner-Rennen  mit unter anderem BAP und Roger Chapman.
Mit seiner 1992 gegründeten action concept Film- und Stuntproduktion übernahm Hermann Joha die Second Unit zahlreicher Actionfilme für Fernsehen und Kino und entwickelte und produzierte Formate wie das DSF-Magazin Stuntteam, das er auch moderierte.
1997 erhielt er den First Unit-Auftrag für die Serie Alarm für Cobra 11. Nach dem Start der selbst entwickelten Fernsehproduktion Der Clown im Jahr 1997 folgte die Produktion der gleichnamigen Serie und weiterer Action-Titel wie Die Motorrad-Cops – Hart am Limit, Wilde Engel, Alarm für Cobra 11 – Einsatz für Team 2 sowie die Fernsehproduktionen Der Träumer und das wilde Mädchen, Der Superbulle und die Halbstarken und Maximum Speed.
Es folgten weitere Produktionen mit internationaler Besetzung wie Lasko – Im Auftrag des Vatikans mit Arnold Vosloo und Fast Track – No Limits mit dem amerikanischen Showrunner Lee Goldberg und Joseph Beattie und Erin Cahill in den Hauptrollen. Er produzierte die Serien 112 – Sie retten dein Leben und Lasko – Die Faust Gottes, das für den Deutschen Fernsehpreis 2009 als Beste Serie nominiert war. Weitere Produktionen sind Turbo & Tacho mit Axel Stein und Daniel Roesner,  Im Brautkleid durch Afrika mit Wolke Hegenbarth, Geister all inclusive mit Kai Schumann und Annette Frier, die Serie MEK 8 sowie diverse Second-Unit-Aufträge, unter anderem für den indischen Kinofilm DON 2 mit Shahrukh Khan. 2012 koproduzierte seine Firma action concept den Kinofilm Rush – Alles für den Sieg von Oscar-Preisträger Ron Howard und 2014 war er mit seiner Firma hands-on producers Koproduzent der Kinofilme COLLIDE und Boy 7, 2016 koproduziert er den Film Out Of Control mit chinesischen Partnern.
Joha übernimmt in seinen Serien und Filmen hin und wieder die Regie oder Gastauftritte. Er besaß und betrieb von 2004 bis 2020 das Hotel-Restaurant Franziskushöhe in Lohr am Main.

## Ehrungen und Auszeichnungen
1996 erhielt er für seine Arbeit an Alarm für Cobra 11 den Goldenen Löwen. 2012 erhielt er den Deutschen Fernsehpreis „für besondere Leistungen im Bereich Fiktion“ und den indischen Filmfare Award für die Actionszenen in DON 2.
Den Taurus World Stunt Award in Los Angeles für die beste Action in einem ausländischen Film erhielten Produktionen von Hermann Joha in den Jahren 2003, 2004, 2005, 2007, 2009, 2011, 2012, 2013, 2015 und 2017.